# Повстання сестер Чинг
Повстання сестер Чинг — повстання лакв'єтів проти китайської влади в ханському командирстві Цзяочжі (сучасний Північний В'єтнам) у 40—43 роках.

## Передумови
111 року до н. е. ханський уряд скористався внутрішнім безладом у державі Намв'єт, внаслідок чого вдалося повалити династію Ч'єу, приєднавши Намв'єт до імперії Хань. Втім збройний спротив в'єтів тривав до 98 року до н. е. Колишню державу було перетворено на китайське командирство Цзяочжі.
На початку I ст. з часів династії Сінь починається відбуватися покитайчення місцевого населення, яке особливо посилилося у 30-х роках за часів губернаторів Сі Гуана і Жень Яня, які сприяли переселенню сюди китайців, упровадженню шлюбу у китайському стилі, відкриттю китайських шкіл.
У березні 40 року новий ханський губернатор Су Дін вступив у конфлікт з лакв'єтським вождем Тьі Шатем, якого зрештою було вбито або страчено. Це спричинило повстання, яке очолила дружина загиблого — Чинг Чак.

## Перебіг
Чинг Чак спочатку діяла в нижній частині долини Хат (сучасна Деу). Повстання стало швидко поширюватися Цзяочжі. Невдовзі Чинг Чак та її сестра Чинг Ньї захопили більше 60 містечок й поселень, змусивши Су Дін тікати з столиці командирства — Луілау. До повстання доєдналися гірські в'єти (аулаки). Після цього повсталі оголосили Чинг Чак вионгом (князем-правителем).
Оскільки центральний ханський уряд повільно реагував на ситуацію, Чинг Чак змогла закріпитися, створивши потужне військо. Лише наприкінці травня або на початку червня 42 року імператор Ґуан У відправив проти вионга 20-тисячне військо на чолі із фубо-цзянцзюнєм (генералом, що заспокоює хвилі) Ма Юанєм. Останній в Гуандуні до нього приєдналося ще 12 тис. вояків. Також він відправив флот у 2 тис.судендля блокади узбережжя.
Північ держави Чинг захищав з Тхань Тхієн, а південь — До Зионг. Спочатку ханське військо вдерлося до гірської місцини Тьєн Ду (в сучасній провінції Бакнінь, де біля Лангбаку сестри Чинг в багатоденній битві зазнали поразки, втративши декілька тисяч вбитими й близько 10 тис. полоненими. Чинг відступили до власним володінь в Цзіньсі, де зазнали декількох поразок. На початку 43 року сестри потрапили у полон, де були страчені. У листопаді того ж року придушено рештки загонів повсталих в гірських районах В'єтбаку та в Таккхау (сучасна провінція Ніньбінь).

## Наслідки
Знаті лакв'єтів було завдано значного удару, більшість якої було страчено або переселено до внутрішніх районів імперії Хань. 44 року ліквідовано усі напівнезалежні володіння лакв'єтів. Період після 43 року вважається другим китайським завоюванням держави в'єтів. Посилилося покитайчення місцевого населення.